# Skrinja iz Brescie
Skrinja iz Brescie ali Lipsanoteca v italijanščini je slonokoščena skrinja, morda relikviarij Zagotovo je bil uporabljen kot pozneje in to ostaja najverjetnejši namen. Glej Watson, 290 in 297, opombo 63. Samo Bayens, 6 in drugje, kaže, da je šlo za miloščino.</ref>, s konca 4. stoletja, ki je zdaj v muzeju Santa Giulia v San Salvatore v Brescii, Italija. Gre za praktično edinstveno ohranjeno popolno zgodnjekrščansko skrinjo iz slonovine v splošno dobrem stanju. 36 predmetov, prikazanih na skrinji, predstavlja širok spekter slik, ki jih najdemo v razvijajoči se krščanski umetnosti tega obdobja, njihova identifikacija pa je sprožila obsežno umetnostnozgodovinsko razpravo, čeprav visoka kakovost rezbarjenja nikoli ni bila vprašljiva. Po besedah enega učenjaka: »kljub številni iznajdljivi in pogosto drzni eksegezi datacija, uporaba, poreklo in pomen ostajajo med najbolj zastrašujočimi in trajajočimi enigmami pri preučevanju zgodnjekrščanske umetnosti«.
Spodaj je prikazana in opredeljena kompleksna ikonografija petih stranic.

## Zgodovina
Skrinjo je izdelala severno italijanska delavnica, verjetno v Milanu, kjer je bil sveti Ambrož škof in se vključila v boj z arijansko herezijo. Milano že dolgo velja za najverjetnejši kraj porekla, ki so ga še okrepili, potem ko so bile oznake na ščitih vojakov identificirane kot enote Scholae Palatinae (palatinske straže), nameščene v Milanu konec 4. stoletja, ko je bil Milano običajno prebivališče cesarskega dvora. Notitia Dignitatum v Bodleianovi knjižnici v Oxfordu opisuje te modele. Ena od teorij, ki jo obravnavamo v nadaljevanju, natančno opredeljuje datum, kmalu po letu 386, ko je Ambrož uspešno vodil pravoslavno prebivalstvo v spopadu z arijansko nagnjenim cesarskim dvorom. Prav tako se domneva, da je bil uporabljen za relikvije Gervazija in Protasija, dveh milanskih rimskih mučencev, katerih posmrtni ostanki so bili v času Ambroža prepeljani (izkopani in premeščeni), kakor je zapisano v njegovem pismu; to je bil eden najzgodnejših zapisanih prevodov . Srebrna plošča za zaklepanje je poznejša, verjetno iz 8. stoletja, kasneje leta 1928 pa so bili odstranjeni kovinski tečaji.
Ni znano, kdaj je vstopil v vodenje samostana San Salvatore v Brescii, vendar morda kmalu po tem, ko ga je leta 753 ustanovil Desiderij, zadnji od langobardskih kraljev. Ne glede na prvotno funkcijo so ga v srednjem veku uporabljali za relikviarij, v samostanskih dokumentih pa so ga označevali kot 'grob iz  slonovine', morda zato, ker je vseboval kamen iz praznega groba v cerkvi Svetega groba v Jeruzalemu. Posebno vlogo je imel v velikonočni liturgiji samostana, ko so ga v začetnem delu velikonočnega vigilija odprli in vsebino razstavili občestvu.
Leta 1798 so jo s zaprtjem samostana po napoleonski invaziji prenesli v Biblioteca Queriniana, glavno knjižnico v Brescii, leta 1882 pa premestili v muzej, ki je po nekaterih premikih od leta 1999 zasedel del starega samostana, doma skrinje. V nekem trenutku so jo razstavili in plošče postavili na vodoravno podlago, tako da so oblikovali obliko križa z okvirjem. Skrinja je bila obnovljena in ponovno sestavljena leta 1928 .

## Opis
Skrinja je pravokotne oblike, s petimi ploskvami, štirimi stranicami in pokrovom, ima notranji okvir iz  orehovega lesa, nadomeščen, ko je bila leta 1928 vrnjena v ustrezen format, ko so dodali tudi sedanje noge iz slonovine. Številne izrezljane plošče so pritrjene na ogrodje, ki nosi dekoracijo, pri čemer je večina okrasnih con na svoji posamezni plošči. skrinja je visoka 22 cm, široka 32 cm in globoka 25 cm .
Skrinja je pokrita z obilico majhnih verskih prizorov iz Stare in Nove zaveze, vrezanih v slonokoščeni relief. Na pokrovu, ki morda velja za najpomembnejši obraz majhne skrinje, kakršna je ta, je največji relief, s petimi prizori Kristusovega trpljenja v dveh registrih in majhen zgornji register s frizom ptic. Vse štiri stranice sledijo zasnovi s srednjim registrom, ki vsebuje razmeroma veliko novozaveznih tem. Zgoraj in spodaj so ožji registri s starozaveznimi prizori, na vogalih pa tanke navpične podobe, le ena vsebuje človeško figuro, preostali so simbolni predmeti. Vrhovi stranic so zaključen z registrom, v resnici  stranice pokrova, doprsnih kipov moških figur v rahlo sploščenih okroglih okvirjih. Dva od teh manjkata; prvotno jih je bilo skupno 17, od tega pet spredaj, štiri zadaj in štiri, ena zdaj manjkajoča, na vsaki strani. Mladi Jezus brez brade zaseda sredino sprednje plošče in verjetno obdan z dvanajstimi apostoli, sveti Pavel pa je nadomestil Juda, 13 svetnika. Peter in Pavel naj bi bila dva starejša moška z dolgimi bradami ob boku Jezusa. Preostale štiri glave, verjetno tiste na hrbtni strani, so lahko štirje evangelisti, kar bi pomenilo ponavljanje tem ali drugi svetniki .
Dolgo se je mislilo, da izbira dogodkov ne sledi določenemu programu, čeprav je Delbrueck v svoji monografiji iz leta 1939 lahko pokazal, da je večina prizorov, vključno z mnogimi redkimi, upodabljala dogodke, zajete v lektorskih branjih za obdobje Postni čas in Velika noč, ki so jih pri Ambrožu uporabljali v Milanu, o katerih imamo razumno količino informacij iz Ambroževih ohranjenih spisov .  Andre Grabar je leta 1969 zapisal, da je »enostavno ugotoviti pomanjkanje kakršne koli povezave (všečkov ali nasprotij) med prizori na obeh straneh (Stara zaveza) in tistimi na osrednji plošči (Nova zaveza)" .
Vendar pa nedavne študije kažejo, da skrinja dejansko prikazuje skladen in skrbno premišljen program, ki razume tako stare kot novozaveške prizore, čeprav so bili cilji različno razlagani. Številni prizori so zelo redko upodobljeni v ohranjeni umetnosti, nekateri pa so v zadnjih desetletjih predlagali nove identifikacije. Za Carolyn Joslin Watson, v diplomskem delu iz leta 1977 in članku v Gesta iz leta 1981, sta ključ programa v tem času milanska cerkvena politika in Ambrožev boj z Arijanci. Za Catherine Brown Tkacz je v knjigi iz leta 2001 glavni namen programa s tipologijo navesti bistveno enotnost obeh delov krščanske Biblije, cilja, ki je pogost v poznejši srednjeveški umetnosti, za katero se je prej mislilo, da ni bila najdena tako zgodaj.
Identifikacija številnih prizorov ostaja negotova, nove identifikacije so bile predlagane šele pred kratkim,  in niso bile vse dogovorjene med na primer Watsonovo leta 1981, Tkaczovo leta 2001 in Bayensom leta 2004. Primarne identifikacije tukaj sledijo Watsonovi, včasih omenjajo alternative. Watsonine beležke povzemajo večino, ne pa tudi vseh drugih identifikacij . Na primer, prizor na zadnji plošči, ki ga Watsonova imenuje Jezusovo klicanje Andreja in Petra, za katerega priznava, da je redek subjekt, ki sicer ni podoben v podobni sestavi, imenuje Tkaczova Spreobrnjenje Kristusa, za njo pa Bayens in številni recenzenti. To bi bila tudi nenavadna upodobitev, čeprav precej pogostejša tema. Ključna razlika pri branju slike je ali valovite črte, na katerih stojijo figure, predstavljajo oblak ali vodo. Vsi trije avtorji lahko primerjajo predmet, ki so ga izbrali, z različnimi interpretacijami celotne sheme dekoracije.

### Pokrov
|                                  | \| friz ptic, z mrežami ali tkanino [11] \| \| \| \| \| \| \| Jezus v Getsemanskem vrtu] \| Jezus v Getsemanskem vrtu] \| Aretacija Kristusa \| Aretacija Kristusa \| Zanikanje Petra, preden bo petelin zapel \| Zanikanje Petra, preden bo petelin zapel \| \| Jezus pred Annasom in Kajafo \| Jezus pred Annasom in Kajafo \| Jezus pred Annasom in Kajafo \| Poncij Pilat Jezusu "opere roke" \| Poncij Pilat Jezusu "opere roke" \| Poncij Pilat Jezusu "opere roke" \| |                              |                                  |                                          |                                          |
| friz ptic, z mrežami ali tkanino | |                              |                                  |                                          |                                          |
| Jezus v Getsemanskem vrtu]       | Jezus v Getsemanskem vrtu] | Aretacija Kristusa           | Aretacija Kristusa               | Zanikanje Petra, preden bo petelin zapel | Zanikanje Petra, preden bo petelin zapel |
| Jezus pred Annasom in Kajafo     | Jezus pred Annasom in Kajafo | Jezus pred Annasom in Kajafo | Poncij Pilat Jezusu "opere roke" | Poncij Pilat Jezusu "opere roke"         | Poncij Pilat Jezusu "opere roke"         |

### Spredaj
| Apostol | Apostol | Apostol - Peter? | Apostol - Peter? | Jezus | Apostol - Pavel? | Apostol - Pavel? | Apostol | Apostol |

| Riba | Jona je pogoltnil kit                        | Jona je pogoltnil kit                        | Jona je pogoltnil kit                       | Srebrna ključavnica z geometrijskimi motivi | Srebrna ključavnica z geometrijskimi motivi | Jona je izvrgel kit                         | Jona je izvrgel kit      | Jona je izvrgel kit      | Petelin |
| Riba | Jezus zdravi krvavečo žensko (haemorrhoissa) | Jezus zdravi krvavečo žensko (haemorrhoissa) | Kristusovo poučevanje v sinagogi v Nazaretu | Kristusovo poučevanje v sinagogi v Nazaretu | Kristusovo poučevanje v sinagogi v Nazaretu | Kristusovo poučevanje v sinagogi v Nazaretu | Zgodba o izgubljeni ovci | Zgodba o izgubljeni ovci | Petelin |
| Riba | Suzana in priče                              | Suzana in priče                              | Sojenje Suzani                              | Sojenje Suzani                              | Sojenje Suzani                              | Sojenje Suzani                              | Daniel v levjem brlogu   | Daniel v levjem brlogu   | Petelin |

### Desna stran
| manjka | Apostol | Apostol | Apostol | Apostol | Apostol | Apostol |

| Drevo | Mojzes na gori Horeb                  | Mojzes na gori Horeb                  | Smrt sedmih makabejskih mučencev      | Smrt sedmih makabejskih mučencev | Mojzes prejme tabli zakona | Mojzes prejme tabli zakona | Tehtnica |
| Drevo | Ozdravljenje slepega rojenega človeka | Ozdravljenje slepega rojenega človeka | Ozdravljenje slepega rojenega človeka | Lazarjevo vstajenje              | Lazarjevo vstajenje        | Lazarjevo vstajenje        | Tehtnica |
| Drevo | Jakob in Rachel ob vodnjaku           | Jakob in Rachel ob vodnjaku           | Jakob se bojuje z angelom             | Jakob se bojuje z angelom        | Jakobova lestev            | Jakobova lestev            | Tehtnica |

### Leva stran
| Apostol | Apostol | Apostol | Apostol | Apostol | Apostol | manjka |

| Križ | David ubija Goljata     | David ubija Goljata     | Smrt Božjega človeka    | Smrt Božjega človeka   | Jeroboam pri oltarju v Betelu | Jeroboam pri oltarju v Betelu | Svetilka |
| Križ | Vstajenje hčere Jairusa |                         |                         |                        |                               |                               | Svetilka |
| Križ | Čaščenje Zlatega teleta | Čaščenje Zlatega teleta | Čaščenje Zlatega teleta | Praznik zlatega teleta | Praznik zlatega teleta        | Praznik zlatega teleta        | Svetilka |

### Zadaj
| Apostol, evangelist ali svetnik | Apostol, evangelist ali svetnik | Apostol, evangelist ali svetnik | Apostol, evangelist ali svetnik | Apostol, evangelist ali svetnik | Apostol, evangelist ali svetnik | Apostol, evangelist ali svetnik | Apostol, evangelist ali svetnik |

| Stolp | Suzana kot molivka                                       | Suzana kot molivka                                       | Jona leži pod bučo               | Jona leži pod bučo               | Daniel in Zmaj         | Daniel in Zmaj         | Obešen moški, verjetno Juda |
| Stolp | Jezus, ki kliče Andreja in Petra ali Jezusova preobrazba | Jezus, ki kliče Andreja in Petra ali Jezusova preobrazba | Sodba Ananije in Safire; Saphira | Sodba Ananije in Safire; Saphira | Ananij je bil odpeljan | Ananij je bil odpeljan | Obešen moški, verjetno Juda |
| Stolp | Najdba Mojzesa                                           | Najdba Mojzesa                                           | Mojzes ubija Eegipčana           | Mojzes ubija Eegipčana           | Praznik v Jetrovi hiši | Praznik v Jetrovi hiši | Obešen moški, verjetno Juda |

## Primerjava
Verjetno je najbližja neposredna primerjava s skrinje iz Brescia  in skrinja iz Pulja, najdena v fragmentarnem stanju pod cerkvenim dnom v Istri leta 1906, ki ima manj prizorov in tista precej bolj običajna . Druga manjša skrinjica, ki je zdaj razstavljena s štirimi prizori pasijona, je v Britanskem muzeju , ki je tudi dom mnogo poznejše anglosaške skrinje Frankov. Ta ima le en krščanski prizor, z drugimi iz severnega mita in mediteranske zgodovine in vključuje besedila, ki se v latinščini in stari angleščini mešajo tako v rimskih črkah kot v anglosaških runah. Kljub temu pa s skrinjo iz Brescie deli veliko programsko zapletenost in enako sposobnost vzbujanja znanstvene razprave; zdi se jasno, da bi celoten pomen obeh skrinj predstavljal uganko ali zagonetko celo dobro izobraženim sodobnikom, ki so jih uporabljali za ikonografije svojih obdobij.